# Zirfaea
Zirfaea) is een geslacht van tweekleppigen uit de familie van de Pholadidae.

## Soorten
- Zirfaea crispata (Linnaeus, 1758) Ruwe boormossel
- Zirfaea pilsbryi Lowe, 1931